# Miaoli
Miaoli (chinois traditionnel : 苗栗市 ; pinyin : Miáolì Shì) est la capitale du comté de Miaoli, sur l'île de Taïwan, en Asie de l'Est.

## Géographie

### Situation
Miaoli est une ville de l'ouest du comté de Miaoli, sur l'île de Taïwan. Capitale du comté, elle s'étend sur 37,887 8 km2. Le fleuve Houlong, qui trouve son embouchure, à Houlong, dans le détroit de Taïwan, forme sa frontière est.

### Démographie
Au 1er janvier 2017, la ville de Miaoli comptait 89 892 habitants (2 373 hab./km2) dont 50,01 % de femmes.